# 賈先春
贾先春（1583年—1614年），字汝後，号元一，南直隶高邮卫官籍，明朝政治人物。

## 生平
萬曆二十八年（1600年）庚子科应天府乡试举人，三十五年（1607年）丁未科进士，户部观政，本年六月授山东德平知县，三十八年补秀水县，保留德平县，四十二年考选，卒。。

## 家族
曾祖贾愚，留守都司封鎮國将軍。祖父贾席，府軍都督府都督佥事。父贾梦燕。母高氏。重庆下。兄萬春（指挥）、阳春。弟逢春、全春、光春。